# Умм-Салаль (місто)
Умм-Салаль (араб. أم صلال محمد) — місто в муніципалітеті Катару. 
Умм-Салаль невелике поселення в центрі країни з різною урбанізацією. Тут розташована історична Вежа Барзан.